# Sandefjord Fotball 2014
Questa voce raccoglie le informazioni riguardanti il Sandefjord Fotball nelle competizioni ufficiali della stagione 2014.

## Stagione
Il 28 ottobre 2013, la squadra ha presentato Lars Bohinen come nuovo allenatore: il tecnico avrebbe preso le redini della squadra dal 1º gennaio 2014. Il Sandefjord ha chiuso la stagione al 1º posto in classifica, venendo così promosso nell'Eliteserien. L'avventura nel Norgesmesterskapet 2014 è terminata invece al secondo turno, con l'eliminazione per mano del Notodden. I calciatori più utilizzati in stagione sono stati Pål Alexander Kirkevold e Kjell Rune Sellin, entrambi a quota 31 presenze (29 in campionato e 2 in coppa); Kirkevold è stato anche il miglior marcatore, a quota 20 reti, 19 delle quali in campionato.

## Rosa
| N. |                      | Ruolo | Calciatore            |
| -- | -------------------- | ----- | --------------------- |
| 1  | Norvegia (bandiera)  | P     | Eirik Holmen Johansen |
| 1  | Norvegia (bandiera)  | P     | Sebastian Raade Olsen |
| 2  | Norvegia (bandiera)  | A     | Cato Hansen           |
| 3  | Norvegia (bandiera)  | D     | Yaw Amankwah          |
| 4  | Senegal (bandiera)   | D     | Victor Demba Bindia   |
| 5  | Norvegia (bandiera)  | D     | Alexander Gabrielsen  |
| 6  | Norvegia (bandiera)  | C     | Roger Risholt         |
| 7  | Norvegia (bandiera)  | C     | Ørjan Røyrane         |
| 8  | Norvegia (bandiera)  | C     | Lars Iver Strand      |
| 9  | Danimarca (bandiera) | C     | Mads Pedersen         |
| 10 | Norvegia (bandiera)  | A     | Eirik Lamøy           |
| 11 | Norvegia (bandiera)  | C     | Martin Torp           |
| 12 | Norvegia (bandiera)  | P     | Marius Berntzen       |
| 14 | Norvegia (bandiera)  | D     | Kevin Larsen          |

| N. |                      | Ruolo | Calciatore                 |
| -- | -------------------- | ----- | -------------------------- |
| 15 | Norvegia (bandiera)  | D     | Kim Skogsrud               |
| 16 | Norvegia (bandiera)  | A     | Pål Alexander Kirkevold    |
| 17 | Danimarca (bandiera) | D     | Thomas Juel-Nielsen        |
| 18 | Senegal (bandiera)   | C     | Cheikhou Dieng             |
| 19 | Norvegia (bandiera)  | A     | Kjell Rune Sellin          |
| 20 | Norvegia (bandiera)  | A     | Johan Gulliksen            |
| 21 | Norvegia (bandiera)  | C     | Kristoffer Normann Hansen  |
| 22 | Norvegia (bandiera)  | C     | Markus Grannæs Olsen       |
| 23 | Norvegia (bandiera)  | D     | Mats Haakenstad            |
| 24 | Norvegia (bandiera)  | C     | Anders Dieserud            |
| 25 | Svezia (bandiera)    | C     | William Kurtović           |
| 26 | Norvegia (bandiera)  | C     | Andre Sødlund              |
| 27 | Norvegia (bandiera)  | C     | Christer Reppesgård Hansen |
| 28 | Norvegia (bandiera)  | D     | Varg Støvland              |

## Calciomercato

### Sessione invernale(dal 01/01 al 31/03)
| Arrivi           | Arrivi                    | Arrivi          | Arrivi        |
| R.               | Nome                      | da              | Modalità      |
| ---------------- | ------------------------- | --------------- | ------------- |
| P                | Eirik Holmen Johansen     | Manchester City | prestito      |
| D                | Kevin Larsen              |                 | svincolato    |
| C                | Kristoffer Normann Hansen | Fram Larvik     | fine prestito |
| C                | Roger Risholt             | Kristiansund BK | definitivo    |
| A                | Pål Alexander Kirkevold   |                 | svincolato    |
| Altre operazioni |                           |                 |               |
| R.               | Nome                      | da              | Modalità      |
| A                | Bajram Ajeti              | Asker           | definitivo    |

| Partenze | Partenze         | Partenze    | Partenze   |
| R.       | Nome             | a           | Modalità   |
| -------- | ---------------- | ----------- | ---------- |
| P        | Iven Austbø      | Viking      | definitivo |
| D        | Kristian Brix    |             | svincolato |
| D        | Tom Skogsrud     | Kongsvinger | definitivo |
| C        | Henrik Gustavsen | Notodden    | definitivo |
| C        | Tijan Jaiteh     |             | svincolato |
| C        | Fenan Salčinović |             | svincolato |
| A        | Bajram Ajeti     |             | svincolato |

### Sessione estiva(dal 15/07 al 15/08)
| Arrivi | Arrivi          | Arrivi      | Arrivi     |
| R.     | Nome            | da          | Modalità   |
| ------ | --------------- | ----------- | ---------- |
| D      | Mats Haakenstad | Fram Larvik | definitivo |
| C      | Mads Pedersen   | Midtjylland | definitivo |

| Partenze | Partenze        | Partenze    | Partenze |
| R.       | Nome            | a           | Modalità |
| -------- | --------------- | ----------- | -------- |
| D        | Kim Skogsrud    | Strømmen    | prestito |
| A        | Johan Gulliksen | Fram Larvik | prestito |

## Risultati

### 1. divisjon

#### Girone di andata
| Arbitro: | Gya |

|  |           |                                |
|  | Marcatori | 38’ Kirkevold 50’ Juel-Nielsen |

| Arbitro: | Moen |

|  |           |             |
|  | Marcatori | 32’ Nystrøm |

| Arbitro: | Borgersen (Oslo) |

|                             |           |                                    |
| Sega Ngom 10’ Thomassen 25’ | Marcatori | 12’ Normann Hansen 47’ (rig.) Torp |

| Arbitro: | Helgerud (Lier) |

|                    |           |  |
| Normann Hansen 19’ | Marcatori |  |

| Bryne 1º maggio 2014, ore 18:00 5ª giornata                                                  | Bryne     | 1 – 3 referto                               | Sandefjord | Bryne Stadion (1.348 spett.) |
| \| \| \| \| \| H. Breimyr 73’ \| Marcatori \| 26’ Kirkevold 60’ Bindia 68’ Normann Hansen \| |           |                                             |            |                              |
|                                                                                              |           |                                             |            |                              |
| H. Breimyr 73’                                                                               | Marcatori | 26’ Kirkevold 60’ Bindia 68’ Normann Hansen |            |                              |

| Arbitro: | Lundby (Bøverbru) |

|               |           |  |
| Kirkevold 29’ | Marcatori |  |

| Arbitro: | Hansen (Feda) |

|                |           |                                              |
| Riski 35’, 65’ | Marcatori | 6’ Kirkevold 62’ Amankwah 79’ Normann Hansen |

| Arbitro: | Kjensli (Oslo) |

|                 |           |                |
| Sellin 55’, 69’ | Marcatori | 15’ H. Lysvoll |

| Arbitro: | Gjermshus |

|  |           |                                |
|  | Marcatori | 18’, 39’, 52’ Sellin 32’ Dieng |

| Arbitro: | Steen |

|               |           |  |
| Kirkevold 41’ | Marcatori |  |

| Mjøndalen 29 maggio 2014, ore 19:00 11ª giornata                                  | Mjøndalen | 2 – 2 referto            | Sandefjord | Mjøndalen Stadion (1.320 spett.) |
| \| \| \| \| \| Strange 25’ Sosseh 42’ \| Marcatori \| 57’ Kirkevold 84’ Sellin \| |           |                          |            |                                  |
|                                                                                   |           |                          |            |                                  |
| Strange 25’ Sosseh 42’                                                            | Marcatori | 57’ Kirkevold 84’ Sellin |            |                                  |

| Arbitro: | Ahlsen |

|                                  |           |  |
| Kirkevold 53’, 67’ Gulliksen 82’ | Marcatori |  |

| Tromsø 9 giugno 2014, ore 20:00 13ª giornata | Tromsø | 0 – 0 referto | Sandefjord | Alfheim Stadion (2.750 spett.)\| Arbitro: \| Gya \| |
| Arbitro:                                     | Gya    |               |            |                                                     |

| Arbitro: | Borgersen (Oslo) |

|                    |           |               |
| Normann Hansen 78’ | Marcatori | 72’ Magnussen |

| Sandefjord 22 giugno 2014, ore 15:00 15ª giornata | Sandefjord | 0 – 0 referto | Kristiansund BK | Komplett.no Arena (2.206 spett.)\| Arbitro: \| Hagenes \| |
| Arbitro:                                          | Hagenes    |               |                 |                                                           |

#### Girone di ritorno
| Arbitro: | Moen |

|          |           |            |
| Åsen 54’ | Marcatori | 13’ Sellin |

| Arbitro: | Eskås |

|                                                |           |                    |
| Kirkevold 22’ Gabrielsen 72’ (rig.) Sellin 79’ | Marcatori | 30’ Næss 36’ Hopen |

| Arbitro: | Telle |

|            |           |                    |
| Konate 15’ | Marcatori | 64’ Normann Hansen |

| Arbitro: | Helgerud (Lier) |

|                                                     |           |  |
| Kirkevold 76’, 82’ Dieng 83’ Sellin 90’ Røyrane 90’ | Marcatori |  |

| Arbitro: | Steen |

|            |           |            |
| Torske 10’ | Marcatori | 90’ Strand |

| Arbitro: | Lundby (Bøverbru) |

|                          |           |              |
| Larsen 38’ Kirkevold 52’ | Marcatori | 32’ Kapidžić |

| Hamar 24 agosto 2014, ore 18:00 22ª giornata                                             | HamKam    | 2 – 3 referto                 | Sandefjord | Briskeby Arena (1.030 spett.) |
| \| \| \| \| \| Guobadia 24’ Eriksen 56’ \| Marcatori \| 8’, 48’ Sellin 41’ Gabrielsen \| |           |                               |            |                               |
|                                                                                          |           |                               |            |                               |
| Guobadia 24’ Eriksen 56’                                                                 | Marcatori | 8’, 48’ Sellin 41’ Gabrielsen |            |                               |

| Arbitro: | Gjermshus |

|            |           |                                                |
| Shroot 18’ | Marcatori | 3’ Sellin 38’ Larsen 79’, 90’ (rig.) Kirkevold |

| Arbitro: | Tennøy |

|                                         |           |  |
| Kirkevold 6’, 12’ Lamøy 42’ Sødlund 90’ | Marcatori |  |

| Arbitro: | S. Smehus Kringstad |

|                |           |                          |
| V. Lysvoll 13’ | Marcatori | 75’ Sellin 88’ Kirkevold |

| Arbitro: | Gya |

|                                          |           |  |
| Kirkevold 25’ Juel-Nielsen 62’ Lamøy 89’ | Marcatori |  |

| Arbitro: | Tennøy |

|                                                |           |                                               |
| Rønningen Sandbu 38’ (rig.) Aalbu 50’ Berg 54’ | Marcatori | 7’ Pedersen 61’ Sellin 71’ Risholt 76’ Strand |

| Arbitro: | Steen |

|                                     |           |                 |
| Strand 11’ Sellin 58’ Kirkevold 71’ | Marcatori | 45’ J. Johansen |

| Sandefjord 26 ottobre 2014, ore 13:00 29ª giornata | Sandefjord          | 0 – 0 referto | Hønefoss | Komplett.no Arena (2.386 spett.)\| Arbitro: \| M. Smehus Kringstad \| |
| Arbitro:                                           | M. Smehus Kringstad |               |          |                                                                       |

| Arbitro: | Eskås |

|  |           |            |
|  | Marcatori | 24’ Larsen |

### Norgesmesterskapet
| Oslo 24 aprile 2014, ore 18:00 Primo turno                                        | Frigg     | 1 – 4 referto                     | Sandefjord | Frogner Kunstgress |
| \| \| \| \| \| Abdulgani 36’ \| Marcatori \| 3’, 27’, 66’ Sellin 69’ Kirkevold \| |           |                                   |            |                    |
|                                                                                   |           |                                   |            |                    |
| Abdulgani 36’                                                                     | Marcatori | 3’, 27’, 66’ Sellin 69’ Kirkevold |            |                    |

| Notodden 7 maggio 2014, ore 18:00 Secondo turno                                                | Notodden  | 3 – 2 (d.t.s.) referto   | Sandefjord | Idrettsparken (412 spett.) |
| \| \| \| \| \| Gustavsen 4’ Holmen 27’ Brekke 107’ \| Marcatori \| 47’ Søderlund 69’ Sellin \| |           |                          |            |                            |
|                                                                                                |           |                          |            |                            |
| Gustavsen 4’ Holmen 27’ Brekke 107’                                                            | Marcatori | 47’ Søderlund 69’ Sellin |            |                            |

## Statistiche

### Statistiche di squadra
| Competizione       | Punti | In casa | In casa | In casa | In casa | In casa | In casa | In trasferta | In trasferta | In trasferta | In trasferta | In trasferta | In trasferta | Totale | Totale | Totale | Totale | Totale | Totale | DR  |
| Competizione       | Punti | G       | V       | N       | P       | Gf      | Gs      | G            | V            | N            | P            | Gf           | Gs           | G      | V      | N      | P      | Gf     | Gs     | DR  |
| ------------------ | ----- | ------- | ------- | ------- | ------- | ------- | ------- | ------------ | ------------ | ------------ | ------------ | ------------ | ------------ | ------ | ------ | ------ | ------ | ------ | ------ | --- |
| 1. divisjon        | 69    | 15      | 11      | 3       | 1       | 29      | 7       | 15           | 9            | 6            | 0            | 33           | 17           | 30     | 20     | 9      | 1      | 62     | 24     | +38 |
| Norgesmesterskapet | -     | 0       | 0       | 0       | 0       | 0       | 0       | 2            | 1            | 0            | 1            | 6            | 4            | 2      | 1      | 0      | 1      | 6      | 4      | +2  |
| Totale             | -     | 15      | 11      | 3       | 1       | 29      | 7       | 17           | 10           | 6            | 1            | 39           | 21           | 32     | 21     | 9      | 2      | 68     | 28     | +40 |

### Andamento in campionato
| Giornata  | 1 | 2 | 3 | 4 | 5 | 6 | 7 | 8  | 9 | 10 | 11 | 12 | 13 | 14 | 15 | 16 | 17 | 18 | 19 | 20 | 21 | 22 | 23 | 24 | 25 | 26 | 27 | 28 | 29 | 30 |
| --------- | - | - | - | - | - | - | - | -- | - | -- | -- | -- | -- | -- | -- | -- | -- | -- | -- | -- | -- | -- | -- | -- | -- | -- | -- | -- | -- | -- |
| Luogo     | T | C | T | C | T | C | T | TC | T | C  | T  | C  | T  | C  | C  | T  | C  | T  | C  | T  | C  | T  | T  | C  | T  | C  | T  | C  | C  | T  |
| Risultato | V | P | N | V | V | V | V | V  | V | V  | N  | V  | N  | N  | N  | N  | V  | N  | V  | N  | V  | V  | V  | V  | V  | V  | V  | V  | N  | V  |
| Posizione |   |   |   |   |   |   |   |    |   |    |    |    |    |    |    |    |    |    |    |    |    |    |    |    |    |    |    |    |    | 1  |

Fonte:  1. divisjon 2014, su altomfotball.no, Altomfotball.
Legenda:

Luogo: C = Casa; T = Trasferta. Risultato: V = Vittoria; N = Pareggio; P = Sconfitta.

### Statistiche dei giocatori
| Giocatore          | 1. divisjon | 1. divisjon | 1. divisjon | 1. divisjon | Norgesmesterskapet | Norgesmesterskapet | Norgesmesterskapet | Norgesmesterskapet | Coppe europee | Coppe europee | Coppe europee | Coppe europee | Altre coppe | Altre coppe | Altre coppe | Altre coppe | Totale   | Totale | Totale      | Totale     |
| Giocatore          | Presenze    | Reti        | Ammonizioni | Espulsioni  | Presenze           | Reti               | Ammonizioni        | Espulsioni         | Presenze      | Reti          | Ammonizioni   | Espulsioni    | Presenze    | Reti        | Ammonizioni | Espulsioni  | Presenze | Reti   | Ammonizioni | Espulsioni |
| ------------------ | ----------- | ----------- | ----------- | ----------- | ------------------ | ------------------ | ------------------ | ------------------ | ------------- | ------------- | ------------- | ------------- | ----------- | ----------- | ----------- | ----------- | -------- | ------ | ----------- | ---------- |
| Y. Amankwah        | 19          | 1           | 4           | 0           | 2                  | 0                  | 0                  | 0                  |               |               |               |               |             |             |             |             | 21       | 1      | 4           | 0          |
| M. Berntzen        | 2           | -1          | 0           | 0           | 1                  | -3                 | 0                  | 0                  |               |               |               |               |             |             |             |             | 3        | -4     | 0           | 0          |
| V. Bindia          | 27          | 1           | 5           | 0           | 2                  | 0                  | 0                  | 0                  |               |               |               |               |             |             |             |             | 29       | 1      | 5           | 0          |
| C. Dieng           | 26          | 2           | 1           | 0           | 1                  | 0                  | 0                  | 0                  |               |               |               |               |             |             |             |             | 27       | 2      | 1           | 0          |
| A. Dieserud        | 2           | 0           | 0           | 0           | 0                  | 0                  | 0                  | 0                  |               |               |               |               |             |             |             |             | 2        | 0      | 0           | 0          |
| A. Gabrielsen      | 19          | 2           | 3           | 0           | 0                  | 0                  | 0                  | 0                  |               |               |               |               |             |             |             |             | 19       | 2      | 3           | 0          |
| M. Grannæs Olsen   | 0           | 0           | 0           | 0           | 0                  | 0                  | 0                  | 0                  |               |               |               |               |             |             |             |             | 0        | 0      | 0           | 0          |
| J. Gulliksen       | 9           | 1           | 1           | 0           | 2                  | 0                  | 0                  | 0                  |               |               |               |               |             |             |             |             | 11       | 1      | 1           | 0          |
| M. Haakenstad      | 6           | 0           | 0           | 0           | -                  | -                  | -                  | -                  |               |               |               |               |             |             |             |             | 6        | 0      | 0           | 0          |
| C. Hansen          | 4           | 0           | 0           | 0           | 0                  | 0                  | 0                  | 0                  |               |               |               |               |             |             |             |             | 4        | 0      | 0           | 0          |
| Ch. Hansen         | 25          | 0           | 2           | 0           | 2                  | 0                  | 0                  | 0                  |               |               |               |               |             |             |             |             | 27       | 0      | 2           | 0          |
| K. Hansen          | 28          | 6           | 1           | 0           | 2                  | 0                  | 0                  | 0                  |               |               |               |               |             |             |             |             | 30       | 6      | 1           | 0          |
| E. Holmen Johansen | 28          | -23         | 2           | 0           | 1                  | -1                 | 0                  | 0                  |               |               |               |               |             |             |             |             | 29       | -24    | 2           | 0          |
| T. Juel-Nielsen    | 25          | 2           | 3           | 0           | 2                  | 0                  | 1                  | 0                  |               |               |               |               |             |             |             |             | 27       | 2      | 4           | 0          |
| P. Kirkevold       | 29          | 19          | 1           | 0           | 2                  | 1                  | 0                  | 0                  |               |               |               |               |             |             |             |             | 31       | 20     | 1           | 0          |
| W. Kurtović        | 4           | 0           | 0           | 0           | 2                  | 0                  | 0                  | 0                  |               |               |               |               |             |             |             |             | 6        | 0      | 0           | 0          |
| E. Lamøy           | 22          | 2           | 2           | 0           | 0                  | 0                  | 0                  | 0                  |               |               |               |               |             |             |             |             | 22       | 2      | 2           | 0          |
| K. Larsen          | 19          | 3           | 3           | 0           | 1                  | 0                  | 0                  | 0                  |               |               |               |               |             |             |             |             | 20       | 3      | 3           | 0          |
| M. Pedersen        | 5           | 1           | 0           | 0           | -                  | -                  | -                  | -                  |               |               |               |               |             |             |             |             | 5        | 1      | 0           | 0          |
| S. Raade Olsen     | 0           | -0          | 0           | 0           | 0                  | -0                 | 0                  | 0                  |               |               |               |               |             |             |             |             | 0        | 0      | 0           | 0          |
| R. Risholt         | 27          | 1           | 3           | 0           | 0                  | 0                  | 0                  | 0                  |               |               |               |               |             |             |             |             | 27       | 1      | 3           | 0          |
| Ø. Røyrane         | 16          | 1           | 1           | 0           | 0                  | 0                  | 0                  | 0                  |               |               |               |               |             |             |             |             | 16       | 1      | 1           | 0          |
| K. Sellin          | 29          | 15          | 2           | 1           | 2                  | 4                  | 2                  | 0                  |               |               |               |               |             |             |             |             | 31       | 19     | 4           | 1          |
| K. Skogsrud        | 0           | 0           | 0           | 0           | 0                  | 0                  | 0                  | 0                  |               |               |               |               |             |             |             |             | 0        | 0      | 0           | 0          |
| A. Sødlund         | 17          | 1           | 1           | 0           | 2                  | 0                  | 0                  | 0                  |               |               |               |               |             |             |             |             | 19       | 1      | 1           | 0          |
| V. Støvland        | 0           | 0           | 0           | 0           | 1                  | 0                  | 0                  | 0                  |               |               |               |               |             |             |             |             | 1        | 0      | 0           | 0          |
| L. Strand          | 19          | 3           | 0           | 0           | 0                  | 0                  | 0                  | 0                  |               |               |               |               |             |             |             |             | 19       | 3      | 0           | 0          |
| M. Torp            | 6           | 1           | 1           | 0           | 0                  | 0                  | 0                  | 0                  |               |               |               |               |             |             |             |             | 6        | 1      | 1           | 0          |